# トリコ アルティメットサバイバル
『トリコ アルティメットサバイバル』は、2013年11月28日にバンダイナムコゲームスから発売されたニンテンドー3DS (3DS)用ゲームソフト。

## 概要
『週刊少年ジャンプ』(集英社)連載の漫画『トリコ』を題材にしたゲーム『トリコ グルメサバイバル!』シリーズの続編。
雑誌などに掲載されたQRコードで解放されるスペシャルミッションのクリア時間を競う「アルティメットハンターフェスタ」が開催され、優勝者は雑誌掲載&3DSLL本体等の豪華賞品がプレゼントされた。
2014年現在、ミッション解放QRコードは公式サイトに全て掲載されている。

## ストーリー
春夏秋冬、四つの四季が混在する「四季島」。島に眠る四獣の原種の目覚めが近づいていることを知ったIGO会長、一龍は美食屋四天王達を「島を常に四季の食が楽しめるリゾート地に転用するための調査」と称し、島に招集する。四天王はグルメ実業家ボーノの案内のもと島の調査を始めるが、四獣の肉を狙う美食會。そしてIGO、美食會とも異なる謎の四人組と対立し、三つ巴の戦いに巻き込まれる。

## システム

### 昼と夜
全エリアには昼夜の概念があり、昼と夜とで登場する猛獣で採取できる食材が異なる。前作とは違い、探索中に昼夜が入れ替わることは無い。

### アクション
必殺技
テンションゲージを消費して放つ強力な技。使用するにはゲージのレベルを1以上かつ全部消費する。
威嚇
テンションを1消費し、周囲の猛獣を怯ませる。怯んだ猛獣はしばらく無力化し、ノッキングできるがレベルの高い敵には効きづらい。
ノッキング
猛獣を麻痺させて捕獲する技術。行動不能または大技を出した猛獣にはAマークが現れ、その隙にAボタンを押すと発動し、猛獣を一発で捕獲でき、グルメケースに変化する。魚系の猛獣はタイミング良く釣ると可能。グルメケースは持ち帰ることができるが、肉と違ってその場で食べることができない。
ロックオン
シングルプレイ時、敵1体をロックオンすると、カメラがロックオンした猛獣の方に向き、仲間はその敵を狙うようになる。
オートファジー
プレイヤーの体力が無くなった時に発動。一時的に攻撃力が上がるが、一度でもダメージを受けるとゲームオーバーになる。

## 料理
前作からシステムを一新し、肉、魚、植物、スパイスの4種類の食材を自由に組み合わせて料理を作るようになった。料理は弁当としてサバイバルに持ち込むか、その場で食べるかを選択でき、作れる料理は前菜、スープ、魚料理、肉料理、サラダ、デザート、ドリンクの8種類で種類ごとに必要な食材の種類と量が異なり、使った食材によって上がるステータスも変わってくる。
「スキルメニューを作る」では特定の組み合わせの食材でキャラクターの技を習得、強化できる料理を作れる。

## オーダー
メインオーダーはストーリーに沿って指定の時間帯、キャラクターで食材収集やボス討伐等の目的を果たす。サブオーダーに物語は無いが、好きなキャラクターで挑戦でき、メインオーダーの進行具合や猛獣のノッキング数で開放されていく。オーダーを受けずに出発すると「フリーサバイバル」とならない。

## 登場人物

### プレイヤーキャラクター
トリコ
声：置鮎龍太郎
本作の主人公で、美食屋四天王一の大食い。攻撃力を筆頭に安定したステータスを誇り、近距離での戦いが得意。
ココ
声：櫻井孝宏
四天王一の優男と評される温厚な毒人間。敵を弱体化させる毒攻撃の使い手で、スキ無く遠距離攻撃を使える。耐性が高く、状態異常に強い。
サニー
声：岩田光央
四天王一美を何よりも愛する美青年。自分を中心とした範囲攻撃が得意。技術力が高い。
ゼブラ
声：松田賢二
短気で喧嘩っ早い四天王一の問題児。攻撃、防御力が高く音を用いた遠近両方の攻撃が得意。悪運が非常に強く、猛獣ラッシュが発生しやすい。
鉄平
声：小野坂昌也
ノッキングマスター次郎の血を引く凄腕の再生屋。相変わらず自他共に認めるお喋りな性格でマイペースなところだが再生屋としての実力は一流で珍しい猛獣をノッキングして標本にしている。耐性、集中に優れ、植物の種をまき、罠を仕掛けながら戦う。倒した猛獣はノッキングする。
小松
声：朴璐美
ホテルグルメの料理長。他人を第一に考えるため、四天王だけでなく他の同行者達からも慕われている。戦いは得意ではないが、猛獣肉の熟成が得意。また、食運が高くレアな猛獣に出会いやすい。
ユン
声：金田朋子
小松のパートナーであるウォールペンギンの子供。小松と共にサバイバルに参加し、小松の代わりに敵と戦う。また、隠れた食材を見つけると知らせてくれる。
ブランチ
声：檀臣幸
世界料理人ランキング3位の実力者で、怪奇食堂「天狗の城」のシェフ。通称「天狗のブランチ」。電撃を用いた技を使い、敵をマヒさせる。全てのステータス値が高水準で偏りが無い。
早期購入特典のQRコードで解放できるイベントでは彼がトリコと出会う前のオーダーをプレイでき、クリアすると序盤で使用可能になる。
リン
声：田野アサミ
IGO専属の猛獣使いでサニーの妹。相変わらずトリコに好意を寄せており、サニーとも口喧嘩は堪えない。能力は平均的だが、フレグランスによる状態異常が得意。
一龍
声：堀内賢雄
IGO会長にしてアカシアの一番弟子。四天王の育ての親で、四天王をリゾート地の開発と称して四季島に向かわせるが、その真意は島に眠る四獣原種の捕獲にあった。後に三虎が島に来ていることを知り、彼と決着をつけようとする。最初からレベルが高く、食運以外の能力が非常に高い。
次郎
声：森川智之
伝説のノッキングマスターにしてアカシアの二番弟子。酒好きの老人。最初からレベルが非常に高く、ノッキングガンによる攻撃で猛獣を軽々とノッキングする。普段は小柄で腰も曲がっているが、必殺技使用時は姿が若返る。彼を含むアカシアの三弟子はスキルが最初から揃っている分、新たに覚えることやカスタマイズは出来ない。
ゾンゲ
声：高木渉
トリコの知り合いで、自身を世界一の美食屋と思い込んでいる。非力で、技もクセが強いが稀にクリティカルを出す。悪運が強い。
スタージュン
声：三木眞一郎
副料理長の一人だが、自分に危害を加えない者に手を出さない良識的な性格。炎を操り、敵を炎上させる。ステータスは全体的に高いが、食運だけが低い。本作ではパートナーのブラガドラゴンも登場する。
大竹
声：優希比呂
美食會料理人で、小松の旧友。包丁による攻撃、回復両方をこなす。集中、熟成が高く、高ランクの肉を入手しやすい。
三虎
声：てらそままさき
美食會ボスにしてアカシアの三番弟子。一龍と決着をつけるために四季島に赴く。食運以外の能力値が非常に高く、炎上や威嚇などの状態異常を得意とする。本人の意思により、釣りはしない。

### サブキャラクター
のの
声：菊池こころ
節乃食堂唯一のスタッフ。経験を積むために今回の旅に同行した。キッチンメニューで弁当やスキルメニューを作ってくれる。
節乃
声：雨蘭咲木子
美食人間国宝で、節乃食堂を経営する気さくな老婆。次郎にはぞっこんだが子孫である鉄平に対してはやや厳しい。
ティナ
声：水樹奈々
大スクープを追い求めるため、根気で同行許可を勝ち取ったグルメTVの新米レポーター。システムメニューを管理。
マンサム
声：小杉十郎太
IGO開発局長兼グルメ研究所所長。相変わらず酒好きでどんな言葉（主に名前やはが付く言葉）でもよく「ハンサム」と聞き違えては周囲から突っ込まれる。猛獣、植物図鑑等データベースを管理。
フォン・ド・ボーノ
声：三瓶由布子
コック帽のような髪型が特徴のグルメ実業家。四季島の調査費用を出費し、トリコ達にオーダーの発注をする。
グリンパーチ
声：三ツ矢雄二
美食會副料理長の一人。四本の腕を持つ半裸の男で、巨大なストローから息を吐いて戦う。四天王のオーダーでは敵対するが、美食會のオーダーではトミーロッドと共に協力するNPCとなる。本作ではパートナーのジャックエレファントも登場する。
トミーロッド
声：石田彰
美食會副料理長の一人。道化師のような格好をした虫使いで、残忍な性格。

### オリジナルキャラクター
レックスは島袋光年が、それ以外は香川久がデザインしたキャラクター。
レックス
声 - 子安武人
恐竜の頭部を模したリーゼント風の髪型が特徴の大男。トリコとスタージュン両者の力を併せ持つ武人肌で、正々堂々と戦うことを身上とする。
地下料理界によってグルメ細胞、美食屋四天王の力を人為的に植えつけられ、世間からは四天王の偽物と揶揄されてきたため、四天王を倒すことで世間を見返そうとしている。
ディメト
声 - 渡辺久美子
体内で毒をはじめとした科学物質やフェロモンを生成できる陰陽師のような格好の少年。無邪気な性格。
ラプタ
声 - 深見梨加
サニーのように美へのこだわりが強い赤いレオタードを着た女性。トリケラと共に戦う。
トリケラ
声 - 乃村健次
ゼブラ、グリンパーチのように音やブレスで戦う筋骨隆々の男。冷静な性格。

### 猛獣
四季島には様々な猛獣が生息しており、プレイヤーに襲いかかってくるが、水中移動の廃止に伴い魚系の猛獣はこちらに攻撃しない分釣らないと捕獲できない。倒すと肉になり、弁当を持ってない時に限り肉を直接食べて体力を回復できるが、肉によっては状態異常になる。原作では食べられない、肉が不味い猛獣も倒すと食材になり、調理することができる。ここでは本作で初登場した猛獣を挙げる。
マダムフィッシュ
貴婦人のような姿をした滅多なことで姿を見せない魚。
青ジソ鳥
ゲームオリジナルの猛獣。かつてグルメ界に生息していたシソの葉の翼を持つ怪鳥。
シシトンボ
ゲームオリジナルの猛獣。腹部が獅子唐になっている古代グルメ界のトンボ。個体により苦味や辛味が異なる。
ティーレックス
ゲームオリジナルの猛獣。かつてグルメ界に生息していたティラノサウルスのような恐竜。腹部には体液の紅茶が貯まっている。
鍋ガメ
ゲームオリジナルの猛獣。かつてグルメ界に生息していた土鍋の甲羅を持つ亀。動きは襲いが防御力が非常に高く、なかなか倒せない。
ヘルボロス
幾つもの首が生えた爬虫類。首を一斉に前方に振り下ろして攻撃する。
ダークパンサー
ハイアンパンサーの一種で、全身が黒い。素早い動きで敵を圧倒する。
デーモンコング
ヴァンパイアコングの一種。黒い体毛と曲がった角を持つ。空を飛び、パンチや岩投げで攻撃する。
ジャックエレフェント
グリンパーチが使役している象の手足と鼻を持つクワガタ。巨体で滑空し、突進やボディプレスで攻める。
ブラガドラゴン原種
スタージュンが使役している黒い竜の原種。しなやかな尻尾を振り回し、青い炎を吐く。
ジャニスユニコーン原種
六本の脚と額の角が特徴の白馬。角を突き立てて突撃する。
バトルウルフ原種
太古の王者、バトルウルフの原種で、紺色の体毛を持つ。素早さと攻撃力が高く、攻撃を受けると出血状態になることもある。
エンペラークロウ原種
空の番長と呼ばれるエンペラークロウの原種。素早く空を飛び回る。
マザースネーク原種
全ての蛇の母と呼ばれるマザースネークの原種で、濃い桃色をしている。長い胴体を振り回して戦う。
般若パンダ
腹部に般若の模様を持つ巨大なパンダ。動きは襲いが、攻撃の範囲が広く威力も高い。種類によって腹部の模様が異なる。
マウントタートル原種
四獣の一種。火山の甲羅を持つ亀で、回転攻撃やマグマのレーザー等広範囲の攻撃を得意とする。秋エリアに登場。
インバイトデス原種
四獣の一種。イノシシのような顔を持つ馬型の猛獣。突進攻撃の他、毒攻撃を使いこなす。夏エリアに登場。
牙王原種
四獣の一種。傷だらけのライオンのような猛獣。持ち前の敏捷性で激しく暴れまわる。冬エリアに登場。
キングオクトパスコング原種
四獣の一種。タコの触手が生えた五つ眼のゴリラのような猛獣。パンチや触手による前方攻撃が得意。春エリアに登場。
四獣原種
四獣の本体。緑色の人型。太く長い腕での攻撃は非常に強く、広範囲に毒をもたらす「患いの雨」を吐く。
メテオサウルス
島袋光年描き下ろし。全身に隕石をくっつけた四足歩行の有翼の超巨大な恐竜。巨体を活かして暴れまわり、口から爆発するエネルギーを吐き出す。ココ曰く、体内に地球上には殆ど存在してない多量の高エネルギー物質を保有しており、太古の昔に地球に降り注いだ隕石片と恐竜が融合して誕生し、著しい成長を遂げたとのこと。
細胞自体が非常に強固で、常人ではとても消化できず、肉を直接食べたレックスは暴走。小松、ののが三日三晩徹夜して調理法を発見するに至った。アニメにも登場した。

## ステージ
本作の部隊は春夏秋冬の四季が混在する「四季島」。太古にグルメ界から流れ着いた巨大な三葉虫の化石の上に出来ており、四季が混在する特殊な環境から食林寺の荒行の場にしていたが、IGOによって常に四季が楽しめるリゾート地に転用された。
春エリア もてなしの草原
四季島の入口といえる場所。今は廃寺となった食林寺の跡地がある。
夏エリア ツユダク湿原
深い緑と湿原が広がる。水は良い香りの出汁。
秋エリア 焜炉山脈
灰の裁くが広がる紅葉した山脈。
冬エリア 鍋雪原
大根おろしの雪が降り積もる雪原。寒さに耐え切れなかった食材が至る所で氷漬けになっている。
地下空洞
グルメ界に近い環境をしている四季島の地下。四獣原種を始めとする太古のグルメ界の食材の宝庫とされる。

## 攻略本
- トリコ アルティメットサバイバル ファーストハンティングブック!!(ISBN 978-4-08-779673-5)